# 丽江鹿药
丽江鹿药（学名：Maianthemum lichiangense）为天门冬科舞鹤草属的植物，是中国的特有植物。分布于中国大陆的四川、甘肃、云南等地，生长于海拔2,800米至3,500米的地区，见于灌丛下和山谷林下，目前尚未由人工引种栽培。